# هوارد ويكفيلد
هوارد ويكفيلد (بالإنجليزية: Howard Wakefield)‏ هو لاعب كرة قاعدة أمريكي، ولد في 2 أبريل 1884 في بوسايروس في الولايات المتحدة، وتوفي في 16 أبريل 1941 في شيكاغو في الولايات المتحدة.